# Fontinalis perfida
Fontinalis perfida är en bladmossart som beskrevs av Jules Cardot 1909. Fontinalis perfida ingår i släktet näckmossor, och familjen Fontinalaceae. Inga underarter finns listade i Catalogue of Life.